# 尾幌
尾幌（おぼろ）は、北海道厚岸郡厚岸町にある地名。郵便番号は088-0871。本項では隣接する来別（らいべつ、郵便番号088-0872）についても記載する。

## 地理
厚岸町西部に位置し、敏内、沖万別、苫多、門静、乙幌、来別、上尾幌、ルークシュポール、釧路町仙鳳趾村に隣接する。地区内を根室本線と国道44号が横断している。
来別は尾幌、上尾幌、門静、乙幌のほか、片無去とも隣接する。

### 河川
- 尾幌川
- ルークシュポール川
- オタクパウシ川

## 歴史
尾幌の開拓の歴史は古く、1870年（明治2年）には後に厚岸町長となる村林謙吉が移り住んでいる。1899年（明治32年）には鵡川（現在のむかわ町）に入植したものの洪水の被害に遭った21戸が尾幌に移り住み、4月26日には尾幌村が開村している。米や大豆、小豆を除けば相応に収穫量があったものの、洪水の被害を受けやすかったころから農業で生計を立てるものは少なく、1901年（明治34年）に殖民道路が開通したことで林業が主産業となった。
1931年（昭和6年）から1932年（昭和7年）には同地でニシンの不漁と森林資源の枯渇が同時に発生したことで酪農への転換を図り、八雲と根室からエアシャー種を導入して以降、酪農が主産業となっており、1967年（昭和42年）からは国営パイロット事業がすすめられた。

### 地名の由来
アイヌ語で「河口の大きい川」を意味する「オ・ポロ・ペッ」が由来とされる。

### 沿革
- 1899年（明治32年）4月26日 - 尾幌村が開村。
- 1900年（明治33年） 7月1日 - 厚岸町が一級町村制を施行し、厚岸町の一部となる。
- 2003年（平成15年）7月14日 - 厚岸町字名改正事業に伴って、大字苫多村の字尾幌、尾幌原野、尾幌原野8号線、尾幌原野第1基線、尾幌原野第2基線、尾幌原野西1線、尾幌原野西2線、尾幌原野西3線、尾幌原野西4線、尾幌原野東1線、尾幌原野東2線、来別、苫多、沖万別、モセウシ、大字太田村字オポロマプが尾幌に改称される[6][7]。
  - 11月17日 - 大字苫多村字尾幌、尾幌原野10号線、尾幌原野西1線、尾幌原野西4線、ルークシュポール、ポンルークシュポール、来別が尾幌に、大字苫多村字来別、大字太田村字オポロマプが来別に改称される[6][8]。

## 世帯数と人口
2023年（令和5年）3月31日現在の世帯数と人口は以下のとおりである。
| 地区名 | 世帯数  | 人口  |
| ------ | ------- | ----- |
| 尾幌   | 120世帯 | 217人 |

## 小・中学校の学区
町立小・中学校に通う場合、学区は以下の通りとなる。
かつては厚岸町立尾幌小学校、尾幌中学校が存在したが、2009年（平成21年）に閉校している。
|      | 小学校             | 中学校             |
| ---- | ------------------ | ------------------ |
| 全域 | 厚岸町立真龍小学校 | 厚岸町立真龍中学校 |

## 交通
- 根室本線尾幌駅
- 国道44号
- 北海道道142号根室浜中釧路線
- 北海道道221号塘路厚岸線
- 北海道道1128号厚岸昆布森線

## 施設
- 尾幌郵便局

## その他
- 山向こうの釧路町仙鳳趾村汐見地区に存在した北海道鉱業仙鳳趾炭鉱は1950年（昭和25年）1月に富士鉱業に譲渡され尾幌炭砿に改称している。尾幌駅から車道が通じており、尾幌駅から南方12km、太平洋からは2kmの位置に存在した[12]。